# 姚明 (作曲家)
姚明（1947年12月—2018年1月21日），中国作曲家，辽宁省营口市人，中国共产党党员，中国人民解放军空军政治工作部文工团一级作曲家，毕业于沈阳音乐学院作曲系。他是中国音乐家协会会员，中国大众音乐学会理事，中国音乐文学学会会员，享受国务院政府特殊津贴。其代表作包括歌曲《前门情思大碗茶》《故乡是北京》《唱脸谱》，电视剧配乐《炊事班的故事》《西遊記續集》等。他创作的京味歌曲融入京剧腔调，被称为“戏歌”。

## 生平
姚明生于辽宁省营口市，出生时间一说为1947年12月，另说为1948年。由于母亲是东北乐器厂的工人，姚明接触音乐较早，6岁时开始接触各种乐器。据说，那时他家里有不少京剧唱片，舅舅经常播放这些唱片，姚明由此受到了京韵影响。姚明回忆，少时他与外公一同上街，遇到一位卖京胡的小贩，姚明迷上了京胡的音色，外公用一元钱为他买下了一把京胡（另一种版本中，京胡变成了二胡）。
1961年，姚明进入沈阳音乐学院附中读书。1968年10月，姚明参加工作。1971年8月，姚明参加中国人民解放军。同年，他到沈阳军区空军政治部文工团担任乐队指挥。1974年，姚明到沈阳音乐学院作曲系学习作曲。1977年大专毕业，姚明回到沈阳军区空政文工团，担任创作员。在沈空文工团，姚明曾任歌剧《江姐》乐队指挥。1980年，姚明创作了歌剧《野白花》，一人兼任编剧、作曲、指挥。据姚明回忆，《野白花》反响很大。排演《江姐》和创作《野白花》，也让姚明结识了后来的合作伙伴阎肃。70年代末，姚明偶然接触到港台流行音乐，他非常喜欢这些歌曲。之后，他为唱片公司和乐队扒港台流行音乐的乐谱，积累了一些流行音乐的创作手法。80年代中期，《黄土高坡》《信天游》等西北风歌曲流行中国内地，姚明也创作了一些风格相近的作品，但是得不到广泛流传。
1985年，姚明调入中国人民解放军空军政治部歌舞团。从歌曲《苏州姑娘》起，他开始与阎肃合作。《苏州姑娘》源自一对苏州姐妹都嫁给了飞行员的事迹。1987年，两人再次合作，阎肃写了《故乡是北京》的词，姚明谱曲。当时北京主题的歌曲很多，但多为政治题材，文化题材较少。《故乡是北京》在“难忘一九八八”1989年中国中央电视台元旦晚会上由李谷一演唱后，流行全国。阎肃后来为“京腔京韵自多情”1990年北京电视台春节联欢晚会创作了19首北京题材的歌词，其中《唱脸谱》《烤白薯》《驴打滚》等10首由姚明作曲。《唱脸谱》在晚会上演出后，广受称赞，这首歌后来还被编入小学教材。姚明与阎肃合作的《前门情思大碗茶》也很受欢迎。
作为军旅作曲家，姚明也创作了一些军旅歌曲。他创作了很多影视歌曲，有时一人负责词曲创作，如《西游记续集》电视剧的词曲均由他一人写就。姚明年少时学过一些油画，后来也从事一些绘画，结合油画和中国画技法，作品曾在东盟书画交流展上亮相。
北京时间2018年1月21日下午，姚明因病逝世于解放军总医院。据作曲家张大力所说，姚明生病已有一年，此前曾因癌症住院，这次应该是癌症复发。

## 作品
姚明将京剧曲调和曲艺元素融入歌曲，创作了一系列京味歌曲，如《故乡是北京》《前门情思大碗茶》《唱脸谱》《梦北京》等，有人将这一风格的歌曲称为“戏歌”，并将姚明称为“中国戏歌的开山领路人”。
姚明有很多影视歌曲作品。电视剧《西游记续集》的音乐词曲由他一人包办，包括片头曲《通天大道宽又阔》、插曲《伴君常开花一朵》《就这样走》《看我跃马扬鞭》、终曲《庄严我神州大地》。此外，他担任作词作曲的电视剧还有《杨光的快乐生活》《大栅栏》《板桥轶事》《小井胡同》《天桥梦》《朱元璋》《辛弃疾》《粉墨情缘》《大老板程长庚》《夜深人不静》《西施》《吉祥酒铺》等。他为《炊事班的故事》主题曲作曲。他还为百集动画片《三毛流浪记》主题歌创作词曲，为电视专题片《古洞奇寨》《重读延安》作词作曲。他还创作了电影《风流乾隆》片尾曲。
姚明创作的大众歌曲包括《我的中华》《爱之舟》《春天的问候》《大黄河》《东北二人转》等。他的军旅歌曲作品有《为祖国播撒春天》《从军的路上》《男子汉去飞行》《也许就在今天拂晓》等。